# 555 캘리포니아 스트리트
555 캘리포니아 스트리트(555 California Street)는 미국 샌프란시스코에 위치한 마천루이다.

## 같이 보기
- 미국의 마천루 목록